# Гамал Абдел Насер
Гамал Абдел Насер (арап. جمال عبد الناصر, Gamāl ʿAbd an-Nāsir; Александрија, 15. јануар 1918 — Каиро, 28. септембар 1970) је био египатски војник и Председник Египта.
Рођен је у Александрији, а 1918. завршио је Краљевску војну академију. Био је официр у египатској војсци. Његов политички успон почео је у јулу 1952. године војним ударом којим је збачен краљ Фарук I. Након укидања монархије 1953. и успоставе једностраначке републике коју је у почетку водио генерал Мухамад Нагиб, 1954. Насер је преузео власт. Успешно је водио преговоре с Британцима око повлачења из Египта, окончавајући тако њихову вишедеценијску контролу над Египтом. Насер је 1956. изабран за египатског председника, а исте године је донео одлуку о национализацији Суецког канала. Године 1958, настојао је конкретизовати своје замисли о арапском јединству формирајући федерацију Египта и Сирије - Уједињену Арапску Републику - под његовим председавањем. Но, УАР је доживела крах након војног удара у Сирији. Насер је удаљио Египат од западних земаља, а прославио се концептом арапског социјализма и национализацијом финансијских институција, чиме је требало финансирати индустријализацију земље. Неко је време био најутицајнији лидер арапског света. Напад Израела на Египат 1967. у Шестодневном рату и тежак египатски пораз до којег је дошло разлог су због којег је Насер дао оставку исте године. На захтев јавности вратио се на дужност, али никада није успио вратити углед свеарапског вође какав је имао до рата. Умро је 1970. године у Каиру.

## Детињство и младост
Гамал Абдел Насер рођен је 15. јануара 1918. у египатском граду Александрији као син поштара, са азијатским коренима. За политику се први пут заинтересовао са 11 година када је похађао александријску средњу школу Рас ел Тин. На своју прву политичку демонстрацију ишао је док је још био "школарац". Током демонстрације, Насер је "ударен полицијском палицом по лицу", ухапшен и одведен у затвор.
Насеров политички ангажман трајао је све време школовања, а током последње године средње школе, провео је "у школи укупно само 45 дана". У том истом периоду, 1935 — 1936, изабран је за председника Комитета ученика Каира заинтересованих за политичку реформу.  Тада је, у марту 1937, примљен на Египатску војну академију, па је привремено одложио политички живот како би постао војни официр.

## Други светски рат
Године 1939, пошто је дипломирао на академији и регрутован у војску, Насер је са својим пријатељем добровољно отишао у Сирију, пред сам почетак Другог светског рата.  Насер и Анвар ел Садат, још један пријатељ и политички савезник, су контактирали агенте сила Осовине, нарочито италијанске агенте, како би паралелно са италијанском офанзивом на Египат извели пуч у којем би протерали британску власт из Египта, али тај план никад није изведен. Током рата, Насер је почео оснивати групу младих војника који су делили исто мишљење као и он како би га подржали у неком облику револуције. 
По завршетку Другог светског рата, Насер није имао никаквог борбеног искуства и никад није био стациониран на правом ратишту. Насер је борбено искуство добио током Првог арапско-израелског рата 1948, Фалуџског џепа и на другим бојиштима. Након Другог светског рата, осигурао је себи позицију инструктора на Војној академији у Каиру.  У следећих неколико година, Насер је окупљао војнике жељне политичких реформи и скупљао нове чланове. Након 1949, група је усвојила име "Слободни официри" и "говорила је о... слободи и рестаурацији слободе и дигнитета њихове државе".

## Револуција
До 1952. "Египат је био спреман за револуцију". Насер и Слободни официри су искористили ту ситуацију како би 23. јуна 1952. извели пуч. Те ноћи, Слободни официри су преузели све владине зграде, радио, полицијске станице и војне центре у Каиру под своју контролу. Пуч је поставио генерала Мухамада Нагиба, хероја из Арапско-израелског рата 1948, за председника. У једном јако мудром политичком потезу, нова влада је осигурала Уједињеном Краљевству да ће поштовати британске држављане и власништво у Египту, тиме умањивши могућности за интервенцију током пуча. Насер и његови следбеници су се поклонили америчком притиску те су свргнутом краљу Фаруку I и његовој породице допустили да "напусте Египат неповређени и 'часно'"
Након освајања моћи, Насер и Слободни официри нису били заинтересовани за обављање дневних административних послова владе. Но, Слободни официри су сву моћ дали Алију Махеру, дугогодишњем политичком шпијуну, кога су поставили за премијера. Слободни официри су тада основали Египатско револуционарно заповедно веће, која је држало праву моћ у Египту, а на челу му је био Нагиб, док је Насер био потпредседник.  Но, Револуционарно веће је заправо имало снажне идеолошке идеје, с којима се Махер није слагао па је био присиљен дати оставку 7. септембра 1952. јер није желео прихватити законе о аграрној реформи које је предложило Веће. У то време, Нагиб је преузео потпуно вођство као нови премијер.

## Сукоб са Нагибом
У јуну 1953, са реформом земље у пуном току, Мухамад Нагиб је прогласио службено укидање монархије те се прогласио првим председником Републике Египат. Након успостављања републике, Насер и Нагиб су све чешће долазили у сукобе. Ти сукоби су кулминирали Нагибовом оставком 23. фебруара 1954. и са места председника и места премијера. Револуционарно веће је тада "с весељем... поставило Насера за премијера", но тада нису поставили никога на место председника. Идући потез које је веће направило било је стављање Нагиба у кућни притвор, како би се осигурали од његова поновна доласка до моћи. 
Политички контроверзна смена ратног хероја Нагиба са највише државне позиције није била прихваћена од грађана који су почели масовне демонстрације у његову корист, а против нове владе. На крају као резултат тих демонстрација, Насер је био присиљен поставити Нагиба за председника те након тога одржати слободне изборе и за председника и за премијера. Неколико дана касније Нагибова победа је била потпуна пошто је Насер био присиљен да да оставку на место премијера у његову корист.

## Вођа Египта
Иако му то није давало никакву перманентну позицију, Насер је своје кратко време као премијер искористио како би "искоренио... противреволуционарне елементе у војсци", те је током следећих 8 месеци постепено успео поновно скинути Нагиба с власти. Коначну, у октобру 1954, Насер је и формално поновно оборио Нагиба и себе поставио за апсолутног вођу Египта. Насер је остао на власти у Египту следећих 15 година без икаквих већих протеста против његове власти.
Насерово место на египатској сцени је осигурано након неуспелог покушаја атентата на њега 26. октобра 1954. и његовог одбијајућег одговора одмах након догађаја. Током говора на Тргу Мансхиа у Александрији на Насера је започета паљба. Неозлеђен, Насер је вичући почео одбијати вриску публике. Овај догађај означио је крај Нагибове ере јер је оптужен за сарадњу са муслиманским братством које је оптужено за неуспели покушај атентата. Убрзо након тога, многи чланови братства су окупљени, Махмуд Абдул Латиф је проглашен кривим, а братство је сасвим разбијено. Касније је било шпекулација да су Насер и његови помоћници инсценирали покушај атентата како би дошли на власт. Неки тврде да је Насер држао Нагиба у кућном притвору годинама јер је сумњао у његову лојалност према њему и његовим помоћницима. Због сумњи да би се могао ујединити са Британцима, Нагиб је у кућном притвору проборавио и током Садатовог режима, а пуштен је тек на почетку Мубараковог режима.

## Домаћа политика

### Нови устав
Прича о новом египатском уставу потврдила је почетак новог раздобља. Нова повеља која је најављена 16. јануара је био владин други покушај да замени револуционарну владу са уставном владом. Пређашња прелиминарна конституција, која је била подржана од стране искусних правника и других стручњака, је била одбијена од стране владе. Замјенска верзија штампана у јануару увелико јача моћ председника државе на штету других државних органа. Наводно, председника се бирало на период од 6 година и могао се поновно изабрати. Номинован би био једноставно ако добије већину у Националној скупштини, а изабран гласањем грађана. Као део своје извршне моћи, има моћ да распусти Скупштину, као и да предлаже, прихвата и ставља вето на нове законе. Његов вето може бити побијен само двотрећинском већином парламента.
Нови устав предвиђа слободне демократске изборе. Но, старе политичке странке су распуштене, а оснивање нових је забрањено. Кандидати за први петогодишњи мандат у Националној скупштини су бирани ексклузивно са листе једине странке, Ослободилачког скупа, данас позната као Национална унија, коју су контролисали Насерови службеници. Устав номинално штити грађана од арбитрарног хапшења, но 1956, министар унутрашњих послова добио је овлашћењу да у десетогодишњем периоду ухапси било кога ко је оптужен за контрареволуционарне активности те да нареди његову забрану на административној дискрецији. Слобода говора и штампе је загарантирана новом повељом, а 19. јуна Насер је објавио да је стање женидбеног закона које је постављено на почетку револуције завршило, те да је скинута цензура са новина. Но, египатске публикације су и даље биле строго контролисане од стране владе. Новинске везе слане изван државе морале су проћи кроз уред за цензуру те су прегледаване за неповољне вести. Нови египатски устав је у својим уводним објавама као своје циљеве поставила "ерадикацију империјализма, изумирање феудализма, уништење капиталистичког утицаја, оснивање снажне државне војске, друштвене правде, те чврстог демократског друштва". Он је декларисао Египат као независну арапску државу са исламом као својом вером и арапским као својим језиком.
Дана 24. јуна, одржани су избори о усвајању новог устава, те је он по очекивању прихваћен. Од око 22.000.000 становника, њих 5.697.467 су регистровани гласачи, а од њих 5.488.225 или 99,8% је гласало у корист новог устава. Само је 10.045 гласача било против њега. У то исто време, премијер Насер је већином изабран за председника. За њега је гласало 5.496.965 или 99,9% гласача, те је тиме (још уверљивије него устав) дошао на позицију председника. Они који су свој гласачки листић означили црвеним кругом су били за Насерово постављање за председника. Нови гласачки закон, донесен у марту, учинио је гласање за све мушкарце обавезним, док је женама дао избор хоће ли гласати или не. Но, само је 150.000 Египћанки изашло на биралишта. Нови гласачки закон је тиме јако мало побољшао ситуацију жена у јавном и приватном животу, до данас, је њихов статус био мало вреднији од статуса покретнина.
Пар дана након избора за председника Насер је обновио свој кабинет те је неколико војних вођа заменио цивилним. Том приликом је он својих 8 најближих војних сарадника наградио Великом лентом Реда Нила, највишом египатском наградом.

### Растућа опозиција
Опозиција Насеровом режиму унутар Египта највећа је била током периода између 1962. и 1967. Економски пад током Насерових задњих година на власти те сузбијање политичке опозиције учинило га је непопуларним међу ученима и ученицима Ал-Азхар универзитета. Насер је државу претворио у полицијску државу. Многи опозиционари су или затворени или убијени. Ни данас се не зна тачан број жртава које су убиле државне службе током Насерових 16 година на власти. Хиљаде Египћана је било присиљено побећи из земље како би побегло од његова режима. Два велика имама Ал-Азхара су била присиљена дати оставку због опозиције режиму. Насер је 1961. издао нови Ал-Азхар закон, којим је ограничио моћ имама са Ал-Азхара и влади дао моћ да бира велике имаме на универзитету, а не ученицима.
Године 1969, када је група реформатора и критичара ауторитативног режима победила на изборима за Египатски клуб судаца, директи изазов који је поставио судски систем показао се нетолерантним за Насеров режим. Насер је направио низ мера које су данас познате као "масакр судства", укључујући и отпуштање стотине судаца.

### Економија
Египатском економијом доминирао је приватни капитал све до револуције 1952, када је република заменила монархију. Нова влада почела је реорганизовати економију у складу са социјализмом већ при крају 1950-их. Држава је играла велику улогу у економском развоју кроз своје надгледање агрикултурног сектора након реформи 1952. и 1961. Ове реформе су ограничиле површину земље коју је индивидуалац или једна породица могла имати. Већ на почетку 1960-их, влада је комерцијализирала велик део индустријског, финансијског и комерцијалног сектора економије.
Египатска индустрија је током Насерова мандата направила велик напредак. Капиталне инвестиције у индустрији и рударству су се знатно повећале. Национално продукцијско веће је еквивалент од 36.700.000 долара у 1954/55. и 55.100.000 долара у 1955/56. одвојило за електричну енергију, индустрију и рударство. Приватне локалне инвестиције, како говоре извештаји Федерације египатских индустрија, су се повећале са 8.500.000 долара 1953, на 18.000.000 долара 1954. Стране инвестиције су досегнуле своту од 2.000.000 долара 1954, укључујући и 1.800.000 долара из петролејске индустрије.
Догодио се знатан раст у индустријској продукцији. Искориштавање електричне енергије повећало се са 978.000,000kW 1952. на 1.339,000,000 kW 1954. Производња памучних пређа повећала се са 49,200 на 64,400 тона, а производња памучног материјала са 157.800.000 на 240.900.000 m. Производња цемента досегла је рекордну количину од 1.500.000 тона.
Током 1950-их, неколико пројекта за енергију су били у изградњи. Укупна цена тих пројеката процијењена је на 166.000.000 долара. Електрана Талкха има капацитет од 42,500 kW и опскрбљава северну регију. Електрана Северни Каиро имала је капацитет од 60.000 kW. Електрана Јужни Каиро би по плану требало да има капацитет од 120.000 kW. Термоелектрана у Ел Табиннеу је планирана, са капацитетом од 45.000 kW. Настављена је и конструкција хидроелектричног пројекта који би капацитет Асуанске бране повећао на 345.000 kW.

#### Реформа земље
Финансијски проблеми су знатно одужили много публицирану реформу земље која је била главни део друштвеног програма председника Насера. Реформа земље, како је службено објавило Револуционарно веће 1952, је предлагала две основне тачке за побољшање прихода египатског сељака:
1. драматично снижење агрикултурних ренти
2. заплена свих имања чија је површина између 200 феддâна (1 феддâн = 1.038 акера)

До краја 1955, од укупно 567.000 феддâна земље у питању, 415.000 феддâна је заплењено од стране владе. Но, само мали део ове земље дат је мањим земљопосједницима, док је већину задржала влада. До краја 1955, 261.000 феддâна је дато из владине резерве. У додатку томе, још 92.000 феддâна је продато од стране мањих и већих земљопоседника одмах након захтева. Влада је покушала организовати предности плана у кооперативама и покушала је наставити поправак постојећих поља и водоводног система. Реформа земље коју је покренуло Веће дала је велике предности египатским сељацима. Један египатски извор говори да су фармери дуплирали свој приход, те да је постављање лимита за изнајмљивање смањило тотални износ цене изнајмљивања за 196.000.000 долара.

## Спољна политика

### Покрет несврстаних
Један врло важан међународни потез у Насеровој спољној политици, али и за свијетски мир, је стварање Покрета несврстаних. Насер се 1956. године на Брионима састао са Јосипом Брозом Титом, председником Социјалистичке Федеративне Републике Југославије и Џавахарлалом Нехруом, индијским премијером. Троје светских вођа договарали су и финализирали идеју о настанку трећег „блока“ (уз Варшавски пакт и НАТО), која је већ 1955. договорена уз присутност још двају светских вођа - Сукарна, председника Индонезије и Квамеа Нкрумаха, председника Гане.
Тројица вођа су 19. јула 1956, током састанка, потписали документ познат као Брионска изјава, којим је службено настао Покрет несврстаних. Покрет данас броји 118 земаља чланица, углавном из тзв. Трећег света, но сломом комунизма 1990-их година, те прикључењем неких европских држава Европској унији, Покрет је изгубио неколико чланица.
Насер је, након Тита, одслужио позицију вође Покрета, тзв. Генералног секретара Покрета несврстаних коју је обављао од 1964. до 1970. Током Насеровог мандата као Главни секретар, у Каиру је од 5. и 10. октобра 1964. одржана друга конференција земаља Покрета несврстаних.
Ово је најзначајнији потез који је Насер направио током свог мандата, те је по многим историчарима Насер, баш због суделовања у развоју Покрета, сматран једним од најбољих политичара 20. века.

### Однос са Совјетским Савезом
Суецка криза је Египат довела у боље односе са Совјетским Савезом. Као знак добрих односа, СССР је обећао платити око трећину цене за градњу Асуанске високе бране и послати 400 радника који би помогли у градњи. Изградња бране започета је 1. јануара 1960, а довршена је 1970. Њен резервоар назван је језеро Насер, у част председника. Како се и претпостављало, брана је производила знатну количину енергије, 2,1 гигавата, те и данас стоји.
Асуанска брана није била једини резултат добрих односа Совјетског Савеза и Египта. Због утицаја Совјетског Савеза и домаћих фактора, Насер је почео водити Египат у социјалистички економски систем, сличан оном који је описивао марксизам-лењинизам. До 1962, тај прелазак овео је до тога да влада поседује минимално 51% сваког бизниса у земљи. Током свог службеног посета Египту који је трајао од 9. до 26. маја 1964, Никита Хрушчов је Насера одликовао медаљама Лењиновог реда и Хероја Совјетског Савеза.
Већина повјесничара слаже се да Египат под Насеровим режимом никад није у потпуности досегао социјализам, а под Насеровим наследником, Анваром Садатом, Египат се враћао према чвршћем капиталистичком систему.

### Суецки канал
Мало пре потпуног преузимања власти, Насер је потписао споразум са Уједињеним Краљевством који је осигурао повлачење британских трупа из зоне Суецког канала, али је мала група цивилних официра могла остати. Споразум је коначно дао Египту потпуну независност и прекинуо је тензије између Британије и Египта. Недуго након споразума с Британцима, Насер је добио 40 милиона долара финансијске помоћи за економски развој од Британаца и Американаца.
Следеће, 1955, године Американци су обећали још 56 милиона, те 200 милиона кроз Светску банку, долара за изградњу Асуанске високе бране, коју су Насер и његови савезници планирали одмах након револуције. Планирана брана створила би највеће језеро створено људским рукама, генерирала би електричну енергију за велик део Египта, давала би воду за наводњавање и контролирала би плављење реке Нил. У септембру 1955, Насер је шокирао запад потписавши оружани пакт са Чехословачком, државом Источног блока. Но, у јулу 1956. Западне снаге повлаче своју финансијску помоћ, због уговора са ЧССР, те тако присиљавају Насера да тражи алтернативне методе како би финансирао изградњу бране. Дана 26. јула 1956 (на годишњицу абдикације краља Фарука), као део плана за добијање новца за изградњу бране, као моћни подсетник Западу да ће Египат учинити како су желели, Насер започиње национализацију Суецког канала. Кодна реч за започетак национализације била је реч „Де Лесепс”, на говору у Александрији, који је био преношен преко радиа.
Насер је знао да ће национализација канала увелико испровоцирати Запад, нарочито Уједињено Краљевство и Француску које су имале велики удео у каналу. Но, Насер је био уверен да Британија неће моћи војно интервенисати барем 2 месеца након објаве, а израелску интервенцију прогласио је "немогућом". На почетку октобра, Савет безбедности се састао се по питању Суецког канала и донело резолуцију којом је признало египатску контролу канала, али само док он допушта пловидбу страним бродовима кроз њега. Након споразума, "Насер је проценио да се опасност од инвазије спустила на 10%".
Француска је тајно приступила Британији и Израелу са планом о освајању канала. План је био да Израел коначно узврати нападима што их је наређивао Египат преко појаса Газе. Требало је да Израелци освоје полуострво Синај, а онда би британске и француске снаге кренуле у интервенцију као неутралне и поново заузеле канал. Дана 29. октобра, израелске снаге дошле су на Синај, а 31. октобра, Британци и Французи су ушли у зону канала. Но, председник Ајзенхауер, који је био љут јер није ништа знао о тајном плану, захтевао је од три земље да повуку своје војне снаге. Дана 5. новембра 1956, Совјетски Савез је издао ултиматум у којем захтјева повлачење свих страних јединица из Египта. Све три земље су пристале, када је САД "сатерао Британију у угао" запретивши дестабилизацијом британске економије и потупним одстрањивањем њених сила, тиме завршивши догађај који је познат као Суецка криза. Насер је проглашен херојем и победником, те је тиме уздигао свој статус као вођа Арапског света.

### Јеменски рат и Шестодневни рат
Насер је промену режима у Јемену тражио још од 1957. Видевши прилику, први корак ка остваривању свог циља направио је у јануару 1962. давши Покрету слободног Јемена уредски простор, финансијску потпору и термин за радио емисију. Насер је видео прилике у Јемену да изглади рачуне са племићком породице Saudi, за коју је Насер мислио да је омаловажавала египатску унију са Сиријом. Амбасадор Ахмед Абу-Зеид, који је обављао дужност египатског амбасадора у Јемену од 1957. до 1961, упозорио је египатске званичнике да су јеменска племена тешко задовољива и да немају никакав осећај лојалности и национализма. Амбасадор је био против слања војне потпоре, него је говорио да се Покрету слободног Јемена шаље само новац и опрема. Абу-Зеид је такође упозорио да ће Саудијеви поплавити Јемен новцем како би се борили против египатског присуства и преокренули револуцију у корист Саудијске Арабије. Насер је одбацио Абу-Зеидове идеје те је чврсто стајао при идеји да арапски националистички покрет у Јемену треба заштитити египатском војном силом.
Насер је био уверен да ће regiment египатских специјалних јединици и крило бомбаша осигурати јеменским републиканцима coup д' етат. Већ у року од три месеца након слања трупа у Јемен, Насер је схватио да ће код ове ситуације бити потребан већи ангажман. На почетку 1963, Насер је започео четверогодишњу задатак извођења египатских трупа у Јемен, користећи неуспешни механизам, само како би придобио више трупа. Нешто мање од 5.000 трупа је пресељено у октобру 1962. Само два месеца касније, Египат је имао већ 15.000 редовних трупа у Јемену. До краја 1963. број је нарастао до 36.000, а већ 1964. било је 50.000 египатских трупа у Јемену. Средина 1965. била је врхунац, у Јемену се тада налазило 55.000 египатских трупа. Египат је у Јеменском рату платио велику цену, те је јако велике губитке.
Пошто је СССР информисао Насера о израелским плановима за напад на Сирију, Насер је, под притиском арапског света, искористио ситуацију како би уздигао своју падајућу популарност. Предвидео је ремилитаризацију полуострва Синај и захтевао да УНЕФ евакуише Синај, захтев који је Главни секретар УН-а У Тант прихватио. Насер је тада започео ремилитаризацију Синаја. Дана 23. маја, затворио је Тирански теснац, на који је Израел добио Приступљено 1956, за израелске бродове, блокирајући тиме израелску луку Еилат и северни део Акапског залива, једини израелски приступ Индијском океану. Израел је то затварање сматрао као казус белли.
Током тог периода, Насер је континуирано износио своју намеру да нападне Израел, те је изјавио да би требало да му остале арапске земље пруже подршку. Израел је на иминентни напад одговорио пре свих и то догађајем који је познат као Шестодневни рат. Први талас израелског напада уништио је већину египатских ваздушних снага на земљи. Абдел Хаким Амер, министар одбране Египта, издао је одредбу о повлачењу, што је била катастрофа за египатске трупе. Већина египатских губитака било је баш током тог повлачења. Пораз у Шестодневном рату представљао је један од најсрамотинијих политичких пораза у египатској историје и тада највећу срамоту за египатско вођство и народ. Абдел Хаким Амер је покушао свргнути Насера са власти у пучу неколико дана након пораза у рату, но није му успело те је био присиљен починити самоубиство тровањем.

## Арапски вођа
Са својом реториком и Суецким успехом, Насер је постао један од вођа Арапског света, инспиришући насеристичке политичке странке посвећене афричком јединству. Многи су Насера видели као вођу Арапског света, који представља нову, пркосну еру у арапској политици.
Насерова политика често је повезивана са панарабизмом, који је промовисао агресивне поступке арапских земаља против "империјалистичког" Запада, те је налагао да се ресурси арапских земаља искориштавају за бољитак Арапског света, а не Запада. Насер је 1967, у једном говору, рекао:
| „ | Много можемо постићи арапском акцијом, која је главни део наше борбе. Морамо развити и унапредити наше државе да издржимо изазове наших непријатеља. | ” |

Године 1958, сиријски војни и цивилни вође су захтевали спајање држава Сирије и Египта. Увелико изненађен понудом и несигуран у то је ли право време, Насер је ипак пристао те је створена држава позната као Уједињена Арапска Република. Многи су на то гледали као први корак у стварању једне панарапске државе. Било је и покушаја да се у заједницу укључи и Јемен. Но, УАР није била успех. У Сирији, египатски бирократи и официри су се понашали диктаторски, а брзо развијена тајна полиција је сузбијала сваки облик опозиције укључујући и Муслиманско братство и СКП. У међувремену, сиријска буржоазија није добила приступ египатском тржишту којем се надала. Незадовољство међу сиријском буржоазијом и официрима довело је до сецесионистичког заузимања Дамаска и распада УАР-а 1961, иако је Египат наставио са коришћењем тог имена до 1971. Египатска интервенција у Јемену довела је до крвавог грађанског рата у тој држави (1962-1970).

## Оставка и последице
Срамотни пораз у Шестодневном рату је био толико узнемирујући да је изазвао домаћу политичку реакцију. Поподне 9. јуна 1967, Насерова изјава о оставци уживо је преношена на египатској телевизији и радију, а Насер је у њој позицију председника препустио тадашњем потпредседнику Закарији Мохиедину:
| „ | Направио сам одлуку којом тражим вашу помоћ. Одлучио сам се повући потпуно и коначно са било које позиције и политичке улоге, те се вратити рангу маса, обављајући своју дужност у центру, међу људима. Ово је време за акцију, не за туговање... Цело моје срце је са вама, и дајте да су ваша са мном. Нека Бог буде с нама - нада, светло и вођство у нашим срцима. | ” |

Недуго након емитовања изјаве, на улицама широм Египта, али и целог Арапског света, појавили су се милиони људи који су демонстрирали против оставке. Њихово одбијање Насерове оставке изражено је помоћу узвика: „Борићемо се.“. Као последица тога, Насер је водио Египат кроз Рат исцрпљивања (1968—1970).
Године 1969, пошто је група реформатора и критичара ауторитативног режима победила на изборима за Египатски клуб судаца, директни изазов који је поставио судски систем показао се нетолерантним за Насеров режим. Насер је направио низ мера које су данас познате као „масакр судства“, укључујући и отпуштање стотине судаца.

## Смрт и погреб
Гамал Абдел Насер преминуо је 28. септембра 1970. од последица срчаног удара, по завршетку састанка арапских вођа у Каиру по питању Израела и Црног септембра у Јордану. Боловао је од хемокроматозе, или бронзаног дијабетеса, наследне болести узроковане вишком гвожђа у организму.
Због својих способности да побуди националистичке страсти, као доказ онога што неки зову будућност његова утицаја, "мушкарци, жене и деца су плакали и туговали на улицама" пошто су сазнали за његову смрт. Његов погреб, који је одржан 1. октобра, био је један од највећих у историје, са око 5.000.000 људи. Процесија до његова места покопа, која је била дуга 6 mi (9,7 km), започела је од Револуционарног заповедног већа са авионима типа МиГ-21 који су летели изнад процесије. Емоције, које су укључивале и плакање репортера који су уживо преносили процесију, те су хиљаде људи потпуно сакрили војнике који су носили ковчег покојног председника. Тај догађај познат је и као "људска процесија". Анвар ел Садат, који је био међумандатни председник након Насерове смрти, службено је на дужност председника постављен 5. октобра.

### Насеризам
Насерова оставштина је и данас дебатирана, чак и у Арапском свету. За многе, он је вођа који је обновио своју државу и поново успоставио арапски понос унутар и изван ње. Уз то, многи се слажу да је Насер ослободио Египат од европског утицаја, обновио економију кроз своје аграрне реформе, пројекте као што су Асуанска висока брана, те својим покретима за већу економску уплетеност. Но мањина гледа његову политику као присилни милитаризам који је Египат довео до многих пораза, пре него до мира и стабилности. У додатак томе, Насерово сузбијање политичке опозиције и масивно проширење полиције и сигурносних служби резултовало је оставштином политичке репресије коју његови наследници користе и данас. Насерова улога у Шестодневном рату, која је нанела велике штете арапским земљама, мало је умањила његову оставштину и умањила његов утицај на Блиском истоку. У последњим годинама владавине, Насер се увелико ослањао на помоћи Совјетског Савеза.
Но, у другу руку, Насерова модернизација египатског просвјетног система - којом је омогућио образовање свим друштеним слојевима, а његово подржавање уметности, као што су позориште, филм и музика, па и књижевност, је виђена као позитиван утицај на арапске земље у целини.
Унаточ свим недостацима за време његове владавине, генерално мишљење о Насеру је позитивно те се сматра добрим вођом који је увелико допринео у развоју и стабилности своје земље и народа.

### Асуанска брана
Један од најконтроверзнијих потеза који је Насер повукао је изградња Аусанске високе бране и стварање епонимног језера на југу земље. Изграђена како би производила електричну енергију за тешку индустрију и како би смањила шансе за плављење реке Нил, брана је уништила већину Нубијских археолошких налазишта (осим оних које је спасио УНЕСЦО). Такође је створила велике економске проблеме. Велика површина језера допушта да се велик део воде реке Нил испарава у празно, док брана блокира да седимент долази до делте реке. Према неким агрономима, агрикултурна продуктивност долине реке Нил је увелико смањена. Упркос томе, брана је помогла у опскрбљивању тада растуће економије електричном енергијом, те је била есенцијална у модернизацији копненог Египта кроз увођење електрицитета. Брана је такође спасила Египат од многих поплава које су харале крајоликом кроз који је текла река.

## Породица
Насер је био ожењен Тахиом Казем, кћери скормног Иранца. Заједно су имали петоро деце (3 сина и 2 кћери): Халид, Абдел Хакеем, Абдел Хамеед, Хода и Мона.
Његова старија кћи, Хода Абдел Насер, постала је политички истраживач и професорка на универзитету у Каиру. Уз њену помоћ, многи ретки документи су скупљени, забележени и изложени у Новој алекснадријској библиотеци, али и на интернету.

## Дела
Председник Насер је тијеком свог живота издато неколико књига:
- Сећања Гамала Абдела Насера о Палестинском рату 1948. (издато 1955)
- Према слободи (издато 1959)
- Ослобођење Египта: Филозофија револуције (издато 1955)